# ویلیام لوتر پیرس
ویلیام لوتر پیرس (انگلیسی: William Luther Pierce؛ زاده ۱۱ سپتامبر ۱۹۳۳ درگذشته ۲۳ ژوئیهٔ ۲۰۰۲) یک فیزیک‌دان اهل ایالات متحده آمریکا و فعال ملی‌گرای نژاد سفیدپوست بود. او یکی از تاثیرگذارترین افراد در جنبشهای ملی سفیدپوست در ایالات متحده به مدت بیش از ۳۰ سال بود. او که یک فیزیکدان بود شروع به نوشتن داستانهای خاطرات ترنر و شکارچی به نام مستعار اندرو مک دونالد کرد. او سپس جنبش اتحاد ملی را تأسیس کرد که یکی از مهم‌ترین جنبشهای نژادی سفیدپوستان در ایالات متحده بود.
او در آتلانتا جورجیا به دنیا آمد و از نژاد انگلیسی و اسکاتلندی بود. اجداد او از اشراف جنوب ایالات متحده بودند و او دارای نژاد افراد معروفی نظیر توماس واتز فرماندار آلاباما بود. پیرس دانش آموز بسیار خوبی بود. او مدرک کارشناسی خود را در رشته فیزیک از دانشگاه رایس در سال ۱۹۵۵ دریافت کرد. او سپس به دانشگاه کلورادو رفت و مدرک دکترای خود را در رشته فیزیک در سال ۱۹۶۲ گرفت و استاد دانشگاه اورگون استیت در سال ۱۹۶۲ شد. در این زمان او عضو جامعه بیرچ که فعالان ضد کمونیست بودند شد. در سال ۱۹۶۵ او که مایل بود به سیاست وارد شود شغل استادی تضمین شده خود در دانشگاه کلورادو استیت را رها کرد و به شرکت هوافضای پرات-ویتنی در کانتیکات پیوست تا حقوق بیشتری دریافت کند. در سال ۱۹۶۶ او به واشینگتن دی.سی. رفت و با جرج لینکلن راکول آشنا شد. بعد از مرگ راکول در سال ۱۹۶۷ پیرس رهبر جنبش وی شد تا اینکه در سال ۱۹۷۴ جنبش اتحاد ملی را تأسیس کرد.
پیرس معتقد بود که جنبش اتحاد ملی او باید باعث یک انقلاب اروپایی محور در ایالات متحده شود. او تحت نام مستعار اندرو مک دونالد رمانی به نام خاطرات ترنر نوشت که در آن انقلابی خشن دولت ایالات متحده را سرنگون می‌کند. در سال ۱۹۸۴ او رمانی دیگر به نام شکارچی نوشت که در آن فردی از بازماندگان جنگ افرادی که با سیاه پوستان ازدواج کرده‌اند و لیبرال‌ها را ترور می‌کند. در سال ۱۹۸۵ او مقر سازمان خود را به وست ویرجینیا برد و آن را قسمتی از کلیسای فضایی خود کرد تا بتواند از پرداخت مالیات برای سازمان خود جلوگیری کند. در این زمان او شروع به پخشهای رادیویی به نام صدای ناراضیان آمریکایی کرد. او به چاپ چندین نشریه پرداخت.
پیرس در سال ۲۰۰۲ به دلیل ابتلا به سرطان درگذشت. در زمان مرگ وی سازمان او بسیار قدرتمند بود و درآمدی بیش از ۱ میلیون دلار در سال، ۱۷ کارمند و بیش از ۱۵۰۰ عضو داشت. بعد از مرگ او سازمان وی کم‌کم از قدرت خارج شد؛ ولیکن نوشتارهای او هنوز هم در ایالات متحده دارای تأثیر زیادی است.

## زندگی‌نامه
ویلیام لوتر پیرس در سال ۱۹۳۳ در یک خانواده مسیحی پروتستان از نژاد انگلیسی و اسکاتلندی زاده شد. خانواده او در آتلانتا جرجیا ساکن بودند و قسمتی از اشراف‌زادگان قدیمی جنوب ایالات متحده بودند. بعد از جنگ داخلی ایالات متحده آمریکا خانواده او از اشراف‌زاده تبدیل به خانواده متوسطی شدند.
پیرس در مدرسه بسیار موفق بود. در سالهای پایانی مدرسه او به مدرسه نظامی رفت. او علاقه زیادی به فضا و علم داشت. پیرس بعد از مدرسه نظامی مدت کوتاهی در یک چاه نفتی کار کرد تا اینکه به دلیل افتادن یک لوله بر روی دستش مجروح شد و از اینکار کناره گرفت. پیرس به دلیل نمرات خوب خود موفق شد که جایزه برای تحصیل در دانشگاه رایس در هیوستون تکزاس به دست آورد. او در سال ۱۹۵۵ از دانشگاه رایس با مدرک کارشناسی فیزیک فارغ‌التحصیل شد. او مدتی در آزمایشگاه ملی لوس آلاموس کار می‌کرد و سپس به دانشگاه کالتک و از آنجا به دانشگاه کلورادو در بولدر رفت و مدرک دکترای خود را در رشته فیزیک در سال ۱۹۶۲ دریافت کرد. او سپس در دانشگاه اورگان استیت به عنوان استاد استخدام شد و تا سال ۱۹۶۵ در این پست ماند.

### اولین فعالیتهای سیاسی
در زمان استادی او در دانشگاه اورگان استیت دو جنبش اجتماعی حقوق اجتماعی و فعالان ضد جنگ ویتنام در جریان بود که او هر دو این جنبشها را جنبشهایی یهودی می‌دانست که هدف آنها نابودی قدرت اروپاییها در آمریکا است. او به مدت کوتاهی عضو جامعه بیرچ شد. در سال ۱۹۶۵ او برای کسب قدرت سیاسی مایل بود درآمد بیشتری داشته باشد و شغل استادی خود را برای کار به عنوان محقق در شرکت پرات و ویتنی رها کرد. در سال ۱۹۶۶ او به واشینگتن دی.سی. رفت و با جرج لینکلن راکول مأنوس شد. وقتی که راکول در سال ۱۹۶۷ ترور شد پیرس رهبر حزب نازی او در ایالات متحده شد. او در سال ۱۹۶۸ حزب جوانان برای والاس را تأسیس کرد که از رئیس‌جمهور شدن جرج والاس پشتیبانی می‌کرد. در سال ۱۹۷۰ او حزب اتحاد ملی جوانان را تأسیس کرد که اینکار را به کمک ویلیس کارتو انجام داد؛ ولیکن بعد به دلیل اختلاف با کارتو از او جدا شد و حزب اتحاد ملی را در سال ۱۹۷۴ تأسیس نمود. یکی از مهم‌ترین افراد تأثیرگذار در زندگی پیرس در این زمان استاد دانشگاه ایلینوی به نام رویلو اولیور بود.

### اتحاد ملی
اتحاد ملی در سال ۱۹۷۴ تأسیس شد. پیرس امیدوار بود که حزب او باعث بیداری اروپاییان آمریکا شده و باعث سرنگونی دولت این کشور شود. پیرس بقیه عمر خود را در وست ویرجینیا گذراند که در آنجا برنامه رادیویی خود به نام صدای ناراضیان آمریکایی را پخش می‌کرد. او دارای چند نشریه، یک مؤسسه چاپ کتاب و یک استودیو تولید موسیقی بود.
در سال ۱۹۷۸ او تلاش کرد که اتحاد ملی را به دلیل فعالیتهای آموزشی از مالیات معاف کند که این امر توسط دولت آمریکا رد شد.
پیرس به شدت ضد صهیونیست بود. او تلاش کرد که در زمان جنگ یوم کیپور از ارسال سلاح توسط شرکت آمریکایی مک کانل-داگلاس به اسرائیل جلوگیری کند. او برای اینکار با منابع مالی خود سهام شرکت را خرید و در جلسه هیئت رئیسه درخواست عدم ارسال سلاح به اسرائیل کرد؛ ولیکن درخواست او رد شد و مک کانل داگلاس به ارسال سلاح به اسرائیل ادامه داد. بسیاری نوشتارهای ضدصهیونیستی پیرس در بین مسلمانان چاپ و تکثیر شد و گروه نظامی شیعه لبنانی حزب‌الله بسیاری نوشتارهای او در زمینه اسرائیل و یهودیان را منتشر می‌کرد.
در سال ۱۹۸۵ او زمین بزرگی در وست ویرجینیا خریداری کرد و آنرا کلیسای فضایی نامید که ممکن است تلاشی برای عدم پرداخت مالیات به ایالات متحده بوده باشد. در سال ۱۹۸۶ او موفق شد کلیسای خود را از مالیات معاف کند.
در سال ۱۹۹۰ شبکه پی.بی.اس. برنامه‌ای در مورد او پخش کرد. در این زمان پیرس برای اولین بار حاضر شد در یک برنامه تلویزیونی ظاهر شده و در برنامه ۶۰ دقیقه مصاحبه شد. در مصاحبه از پیرس سؤال شد که آیا او موافق بمب‌گذاری اوکلاهوما است و او جواب داد که با اینکار مخالف بوده‌است. معمولاً توسط گروه‌های ضد نژادی پیرس به عنوان یک نئونازی شناخته می‌شد؛ ولیکن او این برچسب را به شدت رد می‌کرد. وقتی مایک والاس از او در این مورد سؤال کرد او گفت که با این برچسب مخالف است با اینکه با بسیاری کارهای هیتلر موافق بوده و او را ستایش می‌کند.
در سال ۲۰۰۲ پیرس به طرز ناگهانی از بیماری سرطان درگذشت. در این زمان سازمان او بسیار قدرتمند بود و دارای درآمد و عضوهای زیادی بود.

## دیدگاه‌ها

### در مورد جنگ جهانی دوم
پیرس به شدت مخالف حضور آمریکا در جنگ جهانی دوم بود. او حضور آمریکا در جنگ جهانی دوم و جنگ این کشور با آلمان نازی را تنها به خاطر منافع یهودیان و نه به خاطر دموکراسی یا حقوق بشر می‌دانست. او معتقد بود که ارتش اتحاد جماهیر شوروی جنایتهای بسیار بیشتری نسبت به هیتلر مرتکب شده بود ولیکن به خاطر اینکه اتحاد جماهیر شوروی توسط یهودیان کنترل می‌شد دولت آمریکا نسبت به جنایات آن بیتوجه بود. او معتقد بود که ارتش آلمان نازی به مراتب جنایات کمتری مرتکب شده ولیکن به خاطر مخالفت این کشور با یهودیان سرمایه داران یهودی صاحب رسانه آلمانی‌ها را به عنوان مقصر در جنگ جهانی دوم می‌شناسند. او معتقد که تاریخ تدریس شده در ایالات متحده به صورت عمدی بر جنایات شوروی سرپوش گذاشته و مسائل آلمان نازی را بزرگتر از حد واقعی جلوه می‌دهد. او معتقد بود که در زمان جنگ جهانی دوم یهودیان هر دو جنبش کاپیتالیسم و کمونیسم را کنترل می‌کردند و تنها آلمان نازی بود که در کنترل آنها نبود.
پیرس همچنین از نفی کنندگان هولوکاست بود و اعتقاد داشت که این واقعه اتفاق نیفتاده است. او معتقد بود که هیتلر تنها یهودیان را در کمپهای کار اجباری زندانی کرده بوده‌است.

### در مورد یهودیان
پیرس دیدگاه‌های بسیار منفی در مورد یهودیان داشت و آنان را گروهی خرابکار و فاسد می‌دانست. او اعتقاد داشت که سرمنشاء تمامی مشکلات دولت فدرال آمریکا به خاطر حضور یهودیان با تعداد زیاد در آن است. او اعتقاد داشت که کتاب تلمود یهودیان نوعی نژادپرستی یهودی بر غیریهودی (جنتیل) را توصیه کرده و دستورالعملی برای کنترل یک کشور می‌دهد. او دین یهودی را دینی بسیار عجیب می‌خواند که غیریهودیان را در حد حیوانات می‌داند.
پیرس در مسائل سیاسی به شدت با کشور اسرائیل مخالف بوده و دید مثبتی نسبت به مسلمانان داشت. او معتقد بود که دولت ایالات متحده باید هرنوع کمک به کشور اسرائیل را قطع کند. در بسیاری از صحبتهای او، او به طرفداری از فلسطینیان می‌پرداخت. به دلیل این دیدگاه‌ها، نوشتارهای پیرس در بین مسلمانان پرطرفدار بود و گروه‌هایی مانند حزب‌الله لبنان بسیاری مطالب نوشته شده توسط او در مورد یهودیان را ترجمه و چاپ کرده بودند.